# Harry Somers

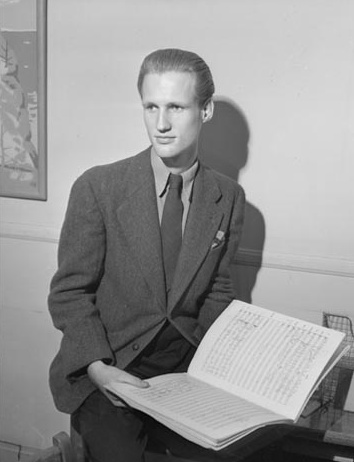
Harry Somers in 1947

Harry (Stewart) Somers (Toronto, Ontario, 11 september 1925 – aldaar, 9 maart 1999) was een Canadees componist en pianist.

## Levensloop
Somers kreeg al jong muzieklessen, onder andere bij Dorothy Hornfelt. Hij studeerde vanaf 1941 piano bij Reginald Godden en Weldon Kilburn, compositie bij John Weinzweig aan het Royal Conservatory of Music (Toronto) The Glenn Gould School in Toronto. Zijn Bachelor of Music behaalde hij in 1947 en zijn Master of Music in 1949.
Van 1943 tot 1945 vervulde hij tijdens de Tweede Wereldoorlog zijn militaire dienstplicht bij de Royal Canadian Air Force. In 1948 ging hij naar San Francisco, Californië, om verder piano te studeren bij E. Robert Schmitz. Met een studiebeurs van de Canadian Amateur Hockey Association kon hij in 1949 en 1950 in Parijs bij Darius Milhaud gaan studeren. In 1963 nam hij deel aan het John Adaskin Project en in 1968 en 1969 was hij consultant voor schoolmuziek in North York (Toronto).
Van 1969 tot 1971 kon hij met steun van het Canadian Cultural Institute in Rome in Italië leven en werken. Maar aansluitend ging hij als freelancecomponist en omroepmedewerker naar Canada terug. In 1971 was hij medeoprichter van de Canadian League of Composers.
Hij werd eredoctor van de Universiteit van Ottawa in 1975, van de Universiteit van Toronto in 1976 en van de York Universiteit in Toronto in 1977.
Als componist schreef hij werken voor orkest, koren, vocale muziek, instrumentaal ensemble en piano, maar ook opera's, balletten, filmmuziek en muziek voor televisieprogramma's. Hij was een van de belangrijkste Canadese componisten van zijn tijd.

## Composities

### Werken voor orkest
- 1946 Sketches for Orchestra
- 1946 Slow Movements, voor strijkers
- 1946 Lament and Primeval
- 1947 Concerto Nr. 1, voor piano en orkest
- 1947 Scherzo, voor strijkers
- 1948 North Country Suite
- 1949 Suite, voor harp en kamerorkest
- 1951 Symphony No. 1
- 1952 Prelude and Fugue
- 1954 Passacaglia and Fugue
- 1956 Concerto Nr. 2, voor piano en orkest
- 1958 Little Suite on Canadian Folk Songs, voor strijkorkest
- 1958 Fantasia
- 1960 Lyric
- 1961 Movement
- 1961 Five Concepts
- 1963 Stereophony
- 1964 The Picasso Suite
- 1978 Those Silent, Awe Filled Spaces
- 1979 Variations
- 1981 Elegy, Transformation, Jubilation - in memoriam four Suicides
- 1982 Concertante, voor viool, strijkorkest en slagwerk
- 1984 Concerto, voor gitaar en orkest
- 1993 "‘Of Memory and Desire'"
- 1996 Concerto Nr. 3 voor piano en orkest

### Werken voor harmonieorkest
- 1961 Symphony, voor harmonieorkest

### Muziektheater

#### Opera's
| Voltooid in | titel                     | aktes    | première                                     | libretto                          |
| ----------- | ------------------------- | -------- | -------------------------------------------- | --------------------------------- |
| 1951        | The Fool                  | 2 scènes | 17 november 1956, Toronto                    | Michael Fram                      |
| 1967        | Louis Riel                | 3 aktes  | 23 september 1967, Toronto, O'Keefe Centre   | Mavor Moore en Jacques Languirand |
| 1977        | Death of Enkidu           |          |                                              | M. Kinch                          |
| 1988        | A Midwinter Night's Dream | 1 akte   | 17 mei 1988, Toronto, Harbourfront           | Tim Wynne-Jones                   |
| 1992        | Mario and the Magician    |          |                                              | Rod Anderson, naar Thomas Mann    |
| 1992        | Serinette                 | 3 aktes  | 7 juli 1990, Temple of the Children of Peace | James Reaney                      |

#### Operette
| Voltooid in | titel                          | aktes | première                      | libretto     |
| ----------- | ------------------------------ | ----- | ----------------------------- | ------------ |
| 1955        | The Homeless Ones, TV operette |       | 1956, Toronto, CBC-tv studios | Michael Fram |

#### Balletten
| Voltooid in | titel                      | aktes  | première                                                       | libretto    | choreografie |
| ----------- | -------------------------- | ------ | -------------------------------------------------------------- | ----------- | ------------ |
| 1956        | The Fisherman and His Soul | 1 akte | 5 november 1956, Hamilton (Ontario), National Ballet of Canada | Oscar Wilde | Grant Strate |
| 1958        | Ballade                    |        | 1958, Ottawa                                                   |             |              |
| 1963        | The House of Atreus        |        | 1964, Toronto, National Ballet of Canada                       |             |              |
| 1969        | AND                        |        | 1969, Toronto, CBC-TV                                          |             |              |

#### Schouwspel
- 1978 The Merman of Orford

### Werken voor koren
- 1955 Where Do We Stand, o Lord?, voor gemengd koor - tekst: Michael Fram
- 1957 Two Songs for the Coming of Spring, voor gemengd koor
- 1962 God the Master of This Scene, voor gemengd koor - tekst: J. Taylor
- 1962 Gloria, voor gemengd koor, 2 trompetten en orgel
- 1966 Crucifixion (Passion Psalm) voor gemengd koor, althobo, 2 trompetten, harp en slagwerk
- 1968 Five Songs from the Newfoundland Outports, voor gemengd koor en piano
- 1970-1972 Kyrie, voor solisten, gemengd koor en instrumentaal ensemble
- 1976 Trois chansons de la Nouvelle-France, voor gemengd koor en piano
- 1984 Song of Praise

### Vocale muziek
- 1946 Three Songs to Poems by Walt Whitman, voor middenstem en piano
- 1956 Five Songs for Dark Voice, voor bariton of bas en orkest
- 1967 Kuyas from Louis Riel, voor sopraan, dwarsfluit en slagwerk
- 1975 Zen, Yeats and Emily Dickinson, voor sopraan, dwarsfluit, piano, actrice en acteur
- 1983 Shaman's Song, voor zangstem en geprepareerd piano - tekst: uit fonetische en Inuit bronnen
- 1985 Chura-Churum, voor 8 zangers, 3 slagwerkers, dwarsfluit, harp en piano
- 1993 The Pelican Chorus, voor sopraan, tenor en piano

### Kamermuziek
- 1943 Strijkkwartet Nr. 1
- 1948 Rhapsody, voor viool en piano
- 1948 Blazerskwintet
- 1950 Strijkkwartet Nr. 2
- 1953 Sonata Nr. 1, voor viool en piano
- 1955 Sonata Nr. 2, voor viool en piano
- 1957 Movement, voor blazerskwintet
- 1959 Strijkkwartet Nr. 3
- 1983 Movement, voor strijkkwartet
- 1992 11 Miniatures, voor hobo en piano

### Werken voor gitaar
- 1959 Sonata

### Werken voor slagwerk
- 1947 Suite for Percussion

### TV en filmmuziek
- 1956 Faces of Canada (tv)
- 1956 Saguenay
- 1965 The Gift
- 1972-1975 Images of Canada